# Erzincanspor
Erzincanspor was een Turkse sportclub opgericht in 1968 in Erzincan, de hoofdstad van de gelijknamige provincie. De clubkleuren waren rood en zwart. De thuisbasis was het 13 Şubatstadion (13 Şubat is 13 februari in het Turks).
Erzincanspor heeft nooit in de Süper Lig gespeeld. Eén keer in het seizoen 1997/98 wist de club er dichtbij te zijn, maar het moest in de halve finale van de play-offs voor promotie zich na verlengingen 4-1 gewonnen geven aan de latere promovendus Sakaryaspor. De club heeft wel één keer de kwartfinale van de Turkse Beker bereikt. In 1979/80 werd na twee wedstrijden uiteindelijk nipt verloren van Adana Demirspor (eerste wedstrijd 0-0, tweede wedstrijd 0-1). Erzincanspor speelde destijds in de derde divisie terwijl Adana Demirspor in de Süper Lig actief was.